# Smartlappenkoor

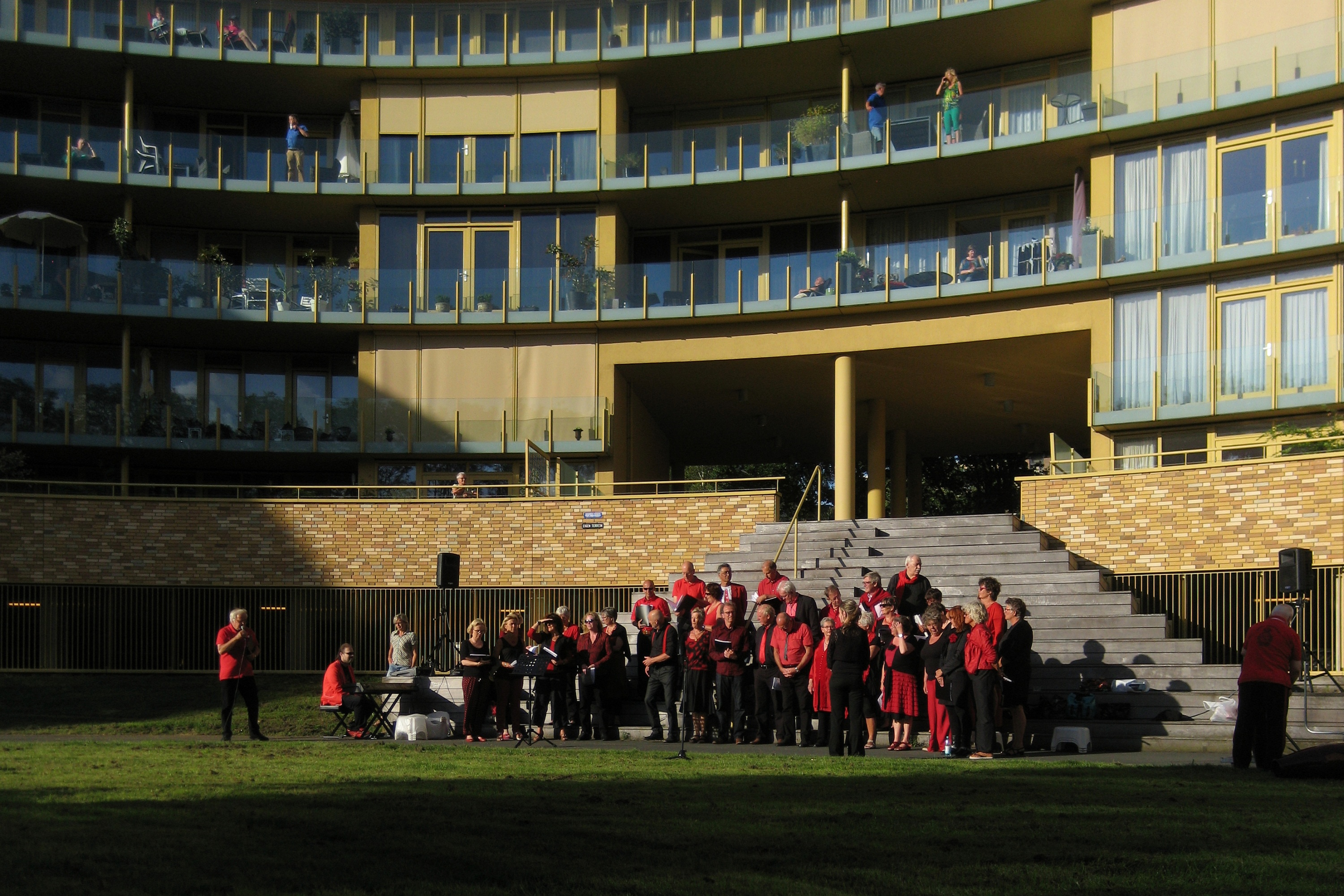
Gronings smartlappenkoor 'Eelsk' treedt op (2014)

Een smartlappenkoor is een koor dat zich bezighoudt met het zingen van de smartlap in de breedste zin van het woord. Breed omdat de originele smartlap, waarin veel leed en vaak doden zijn te betreuren, eigenlijk nauwelijks aan bod komt. Het is vooral het levenslied dat de op repertoirelijsten van de koren prijkt. Artiesten als De Zangeres Zonder Naam, André Hazes, Koos Alberts, Frans Bauer blijken uitstekende leveranciers te zijn van liedjes die door smartlappenkoren worden geadopteerd. Ook vroegere liedjes komen voor op de speellijsten.

## Profielen
De inrichting van een smartlappenkoor is vrijwel steeds hetzelfde, met soms een uitzondering. In het algemeen gaat het om een gemengd koor, in grootte variërend van tien tot soms wel meer dan honderd leden. Een koorleider/dirigent stuurt de zangers aan en draagt meestal zorg voor eventuele muzikale arrangementen. Eventueel, omdat soms de liedjes veelstemmig worden overgenomen zoals ze bekend zijn. In andere gevallen schrijft de arrangeur een harmonieus meerstemmig juweeltje waardoor een geheel nieuw lied ontstaat. Een smartlappenkoor wordt bij voorkeur muzikaal ondersteund door een accordeonist, soms ook door een klein combo: een drummer, toetsenist, bassist en/of gitarist.
Met een heldere kledingcode probeert een smartlappenkoor zich te onderscheiden van andere koren. Soms door zich te kleden in een ouderwetse stijl van pakweg honderd jaar geleden, in andere gevallen met kleuren en/of accessoires als een hoedje, boa, sjaaltje of bretels. De koren verschillen ook door hun stijl. Een aantal koren houdt zich nadrukkelijk bezig met oude liedjes uit het begin van de 20e eeuw, andere vertolken levensliedjes uit de moderne stal, maar de meeste koren bestrijken met hun repertoire het levensliederengebied vanaf de jaren vijftig van de 20e eeuw tot heden.

## Naamgeving
Een van de zaken waaraan een smartlappenkoor haar identiteit ontleent is haar naam. Soms wordt een naam ophangen aan de plaats van herkomst, zoals het "Amsterdams Smartlappenkoor" en het "Smartlappenkoor Hoogeveen". In de meeste gevallen wordt met de naamkeuze een directe link gelegd naar de aard van het koor, zoals "Door Merg & Been", "De Waterlanders", "Valse Smart", "Kommer & Kwel", "Gedeelde Smart", "Tranen Met Tuiten", "Ontroerend Goed", "Gère Weg" en "BestLeuk".

## De podia
Vaak treedt een koor aan na een activiteit van een plaatselijke vereniging, carnaval en de dorpskermis en zijn vooral zorginstellingen grote afnemers. Bovendien genereert het genre haar eigen circuit. Regionaal ontstaan Smartlappenfestivals waar meerdere groepen optreden. Door uitnodigingen over en weer zorgen de koren zo zelf voor een gegarandeerd aantal optredens.